# Різжак тигровий
Різжа́к тигровий (Campylorhynchus zonatus) — вид горобцеподібних птахів родини воловоочкових (Troglodytidae). Мешкає в Мексиці, Центральній і Південній Америці.

## Опис

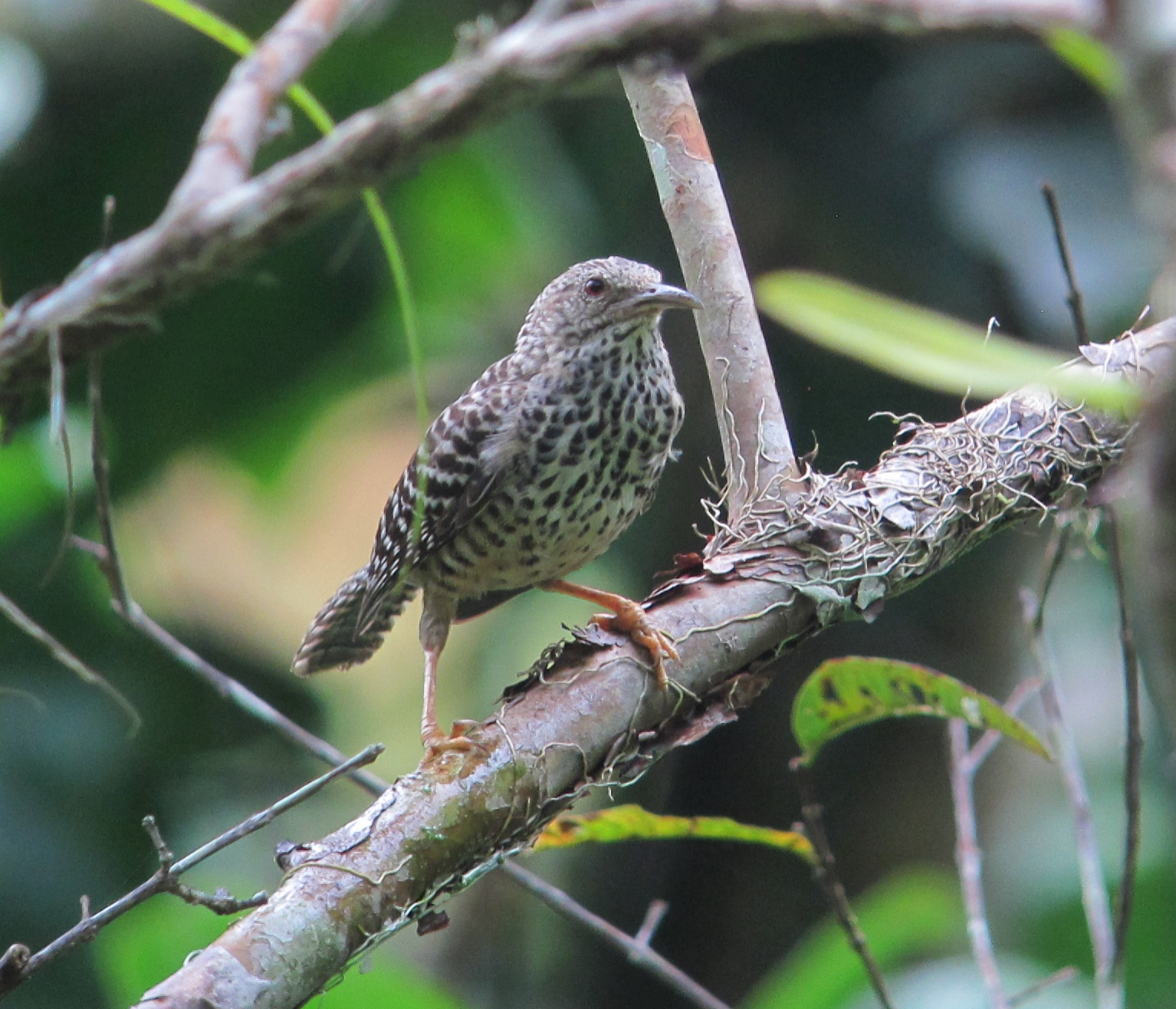
Тигровий різжак (Колумбія)

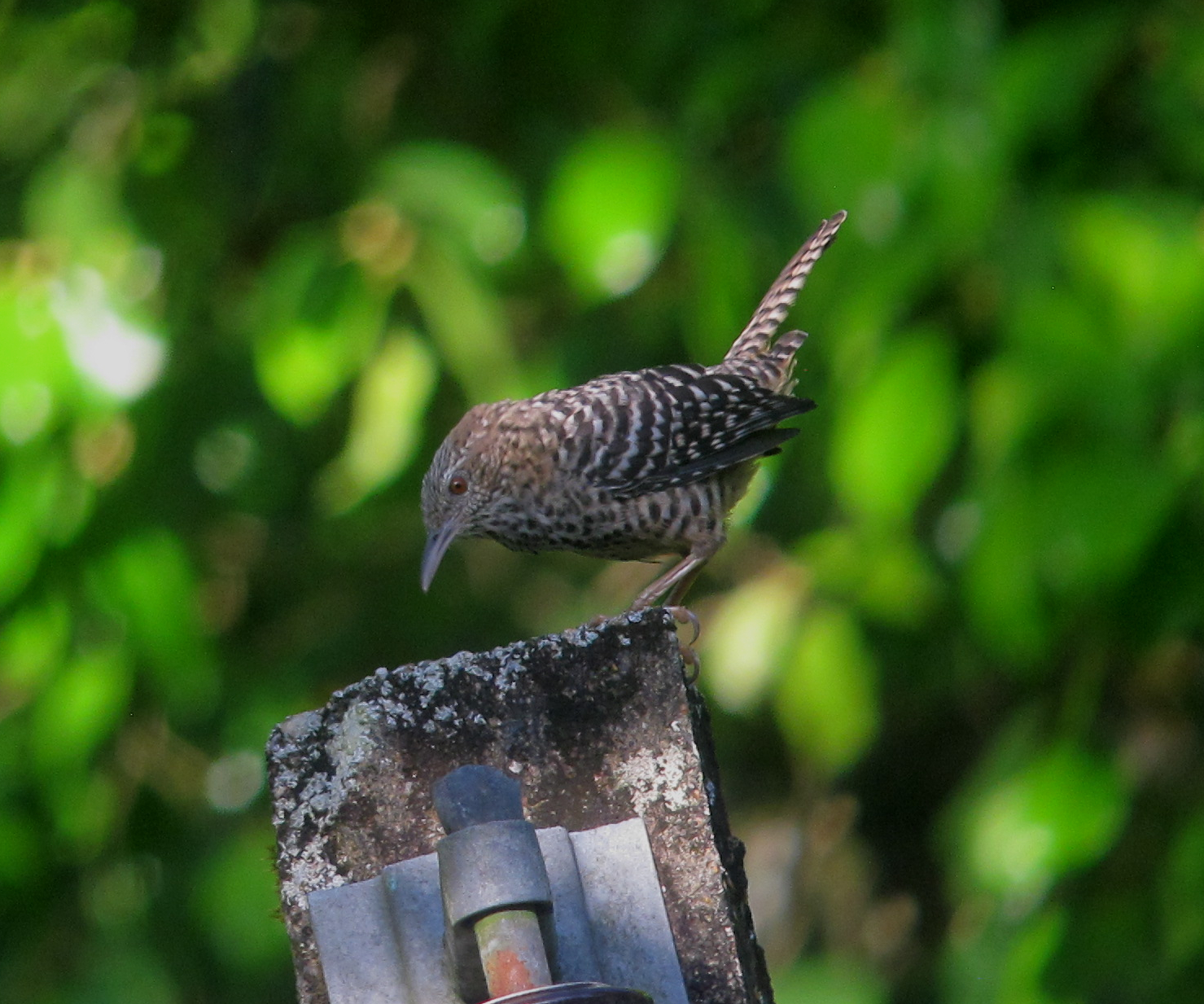
Тигровий різжак (Колумбія)

Довжина птаха становить 16,5-19 см, вага 28,3-39,5 г. Тім'я плямисте, чорно-сіре, потилиця і спина чорно-білі, на спині також є коричневі смуги. Першорядні і другорядні махові пера чорно-білі, смугасті. Смуги на хвості менш чіткі, особливо з боків. Горло і груди рудувато-білі, поцятковані округлими чорними плямами, живіт оранжево-рудий. Очі червонувато-карі, дзьоб зверху чорнуватий, знизу світліший, лапи жовтуваті або жовтувато-оливкові. Виду не притаманний статевий диморфізм. У молодих птахів верхня частина тіла тьмяна, чорнувата, плямиста, а не смугаста. Груди сіруваті, плями на ній відсутні, живіт блідо-коричневий.
Представники підвиду C. z. restrictus мають більші розміри, ніж представники номінативного підвиду. У представників підвиду  C. z. vulcanius живіт менш яскравий, охристий, плями і смуги на ньому відсутні. Представники підвиду C. z. costaricensis мають менші розміри, надхвістя у них більш золотисто-коричневе, чорні плями на горлі і грудях у них більші. У представників підвиду C. z. brevirostris живіт більш блідий, молоді представники цього підвиду загалом блідіші. Представники підвиду C. z. curvirostris є схожими на представників підвиду C. z. brevirostris, однак мають менші розмірий. а верхня частина тіла у них більш охриста. Представники підвиду C. z. imparilis мають коротший хвіст, а нижня частина тіла у них менш яскрава.

## Підвиди
Виділяють сім підвидів:
- C. z. zonatus (Lesson, RP, 1832) — схід центральної Колумбії (від сходу Сан-Луїс-Потосі і півночі Веракрусу до півночі Пуебли);
- C. z. restrictus (Nelson, 1901) — південь Мексики (південь Веракрусу і північ Оахаки), Гватемала і Беліз;
- C. z. vulcanius (Brodkorb, 1940) — від південної Мексики (Чіапас) до центрального Нікарагуа;
- C. z. costaricensis Berlepsch, 1888 — карибські схили в Коста-Риці і північно-західній Панамі;
- C. z. brevirostris Lafresnaye, 1845 — від північно-західної Колумбії до північно-західного Еквадору;
- C. z. curvirostris Ridgway, 1888 — гірський масив Сьєрра-Невада-де-Санта-Марта (північ Колумбії);
- C. z. imparilis Borrero & Hernández-Camacho, 1958 — рівнини на півночі Колумібії.

## Поширення і екологія
Тигрові різжаки мешкають в Мексиці, Гватемалі, Белізі, Сальвадорі, Гондурасі, Нікарагуа, Коста-Риці, Панамі, Колумбії і Еквадорі. Вони живуть у вологих рівнинних тропічних лісах, на узліссях, в рідколіссях і чагарникових заростях, у вторинних заростях і садах. Зустрічаються сімейними зграйками по 4-12 птахів, на висоті до 2300 м над рівнем моря, переважно на висоті до 1700 м над рівнем моря. Живляться безхребетними, яких шукають в усіх ярусів лісу, на стовбурах дерев і серед опалого листя. 
Сезон розмноження у тигрових різжаків триває з березня по серпень. Гніздо кулеподібне, діаметром 25-30 см, з бічним входом діамтером 10 см, будується самцем або парою птахів з рослинних волокон, сухої трави і моху, встелюється шерстю, розміщується на висоті від 2 до 30 м над землею, переважно на висоті понад 8 м над землею, серед епіфітів. В кладці від 3 до 5 білих яєць, іноді поцяткованих темними плямками. інкубаційний період триває 20 днів. Тигровим різжакам притаманний колективний догляд за пташенятами, коли гніздовій пари допомагає до 5 помічників, зазвичай, їх дітей з попереднього виводку. Пташенята покидають гніздо через 18-19 днів після вилуплення. В низовинах у тигрових різжаків може вилупитися два виводки, в горах лише один.